# ジャッキー・バイアード
ジャッキー・バイアード（Jaki Byard、1922年6月15日 マサチューセッツ州ウースター – 1999年2月11日 ニューヨーク・シティ）は、アメリカ合衆国のジャズ・ピアニストで作曲家。
トランペットやサクソフォーンなども演奏するマルチプレイヤーであった。ラグタイムやストライド・ピアノからフリー・ジャズに至るまでのあらゆるジャズ・ピアノ奏法を包摂した、折衷的な演奏様式で知られる。ナショナル・パブリック・ラジオは、フィル・ウッズのアルバム『ミュジック・デュ・ボワ（Musique du Bois）』への貢献を評して、「ジャズ界において最も説得力に富んだ多芸多才なピアニストのひとり」であるとした。
日本語の「ジャッキー」という表記は、かつての綴り（Jackie）に従っている。

## 略歴
15歳で職業ピアニストとして活動を始める。第二次世界大戦に従軍した後、1940年代後半にアール・ボスティックと演奏旅行を行なった。ボストンに拠点を移した後の1951年に、チャーリー・マリアーノとの共演で初録音を行なった。その後1952年から1955年までハーブ・ポメロイ楽団に、1959年から1962年までメイナード・ファーガソン楽団に在籍する。1962年から1964年までチャールズ・ミンガスと積極的に録音を行い、1964年にはミンガスのヨーロッパ・ツアーにも同行した。そのほかエリック・ドルフィーやブッカー・アーヴィン、サム・リヴァースの重要な録音でもサイドマンを務めており、1970年には再びミンガスと録音を行なった。1960年代にはプレスティッジ・レコードに一連のリーダー・アルバムを録音した。臨時で結成されたビッグバンド「アポロ・ストンパーズ」のフロントマンも務めた。
ニューイングランド音楽院やマンハッタン音楽学校、ハート音楽院などで教鞭を執る。 
一説に、イスラム教に改宗してジャミル・バシール（Jamil Bashir）と改名したと伝えられる。
1999年に射殺されたが、バイアードの死をとりまく状況は不明である。

## ディスコグラフィ

### リーダー・アルバム
- 『ブルース・フォー・スモーク』 - Blues for Smoke (1960年、Candid)
- 『ヒアズ・ジャッキー』 - Here's Jaki (1961年、New Jazz)
- 『ハイ・フライ』 - Hi-Fly (1962年、New Jazz)
- Out Front! (1964年、Prestige)
- Jaki Byard Quartet Live!, Vol. 1 (1965年、Prestige)
- Jaki Byard Quartet Live!, Vol. 2 (1965年、Prestige)
- The Last from Lennie's (1965年、Prestige)
- Freedom Together! (1966年、Prestige)
- 『オン・ザ・スポット』 - On the Spot! (1967年、Prestige)
- 『サンシャイン・オブ・マイ・ソウル』 - Sunshine of My Soul (1967年、Prestige)
- 『ジャッキー・バイアード・ウイズ・ストリングス』 - Jaki Byard with Strings! (1968年、Prestige)
- 『ザ・ジャッキー・バイアード・エクスペリエンス』 - The Jaki Byard Experience (1968年、Prestige) ※with ローランド・カーク
- 『ソロ・ピアノ』 - Solo Piano (1969年、Prestige)
- Live at the Jazz'Inn (1971年、Futura)
- Parisian Solos (1971年、Futura)
- 『エンタテイナー』 - The Entertainer (1972年、Victor)
- 『デュエット』 - Duet! (1972年、MPS) ※with アール・ハインズ
- 『エムピリカル』 - There'll Be Some Changes Made (1972年、Muse) ※『Empirical』としてCD再発
- Flight of the Fly (1976年、Le Chant du Monde)
- Family Man (1978年、Muse)
- Improvisations (1981年、Soul Note) ※with ラン・ブレイク
- To Them – To Us (1981年、Soul Note)
- Live at the Royal Festival Hall (1984年、Leo) ※with ハワード・ライリー
- Phantasies (1984年、Soul Note) ※ジャッキー・バイアード&アポロ・ストンパーズ名義
- Phantasies II (1988年、Soul Note) ※ジャッキー・バイアード&アポロ・ストンパーズ名義
- 『フーリン・マイセルフ』 - Foolin' Myself (1988年、Soul Note)
- 『コラージュ』 - Jaki Byard at Maybeck (1991年、Concord)
- 『ザ・チェンジズ・オヴ・ライフ〜時の流れ』 - The Changes of Life (1996年、Meldac)
- This Happening (1997年、Justin Time) ※with マイケル・マーカス
- Night Leaves (1997年、Brownstone) ※with デヴィッド・イージス
- July in Paris (1998年、Fairplay)
- 『マイ・マザーズ・アイズ〜ジャッキー・バイアード・ラスト・レコーディング』 - My Mother's Eyes (1998年、Fairplay) ※ジャッキー・バイアード&アポロ・ストンパーズ名義
- 『サンシャイン・オブ・マイ・ソウル』 - Sunshine of My Soul: Live at the Keystone Korner (2007年、HighNote) ※1978年録音
- A Matter of Black and White (2011年、HighNote) ※1978年-1979年録音
- The Magic of 2 (2013年、Resonance) ※with トミー・フラナガン。1982年録音
- The Late Show: An Evening with Jaki Byard (2014年、HighNote) ※1979年録音